# Delta do Parnaíba
O Delta do Rio Parnaíba ou  Delta das Américas  corresponde à foz do Rio Parnaíba e está situado entre os estados brasileiros do Maranhão e Piauí. A foz abre-se em cinco braços, envolvendo 73 ilhas fluviais. Sua paisagem exuberante, repleta de dunas, mangues e ilhotas, com fauna e flora peculiares, garantem um cenário paradisíaco para os turistas.
A Ilha Grande de Santa Isabel, a maior do arquipélago, fica nos municípios de Parnaíba e Ilha Grande, no Piauí. A segunda maior, a Ilha das Canárias, fica em Araioses, no lado maranhense. Outra ilha de destaque é a Ilha do Caju, que é particular e está a 50km de Parnaíba.
A Área de Proteção Ambiental Delta do Parnaíba abrange 10 municípios: Tutóia, Paulino Neves, Araioses e Água Doce do Maranhão, no Maranhão; Ilha Grande, Parnaíba, Luís Correia e Cajueiro da Praia, no Piauí; Chaval e Barroquinha, no Ceará. Os recursos naturais são protegidos pela Reserva Extrativista Marinha do Delta do Parnaíba. 
O Delta do Parnaíba faz parte do roteiro turístico da Rota das Emoções, cuja maior cidade é Parnaíba, no Piauí. Em sua extremidade ocidental, fica o Parque Nacional dos Lençóis Maranhenses, que começa em Paulino Neves, no Maranhão; do lado oriental, está o Parque Nacional de Jericoacoara, a partir de Camocim, no Ceará.
O Rio Parnaíba nasce na Chapada das Mangabeiras, tendo suas nascentes protegidas pelo Parque Nacional das Nascentes do Rio Parnaíba. Depois de percorrer 1.450 km, desemboca no Oceano Atlântico, onde despeja muitos sedimentos, que formam ilhas e dunas.

## Acesso
O Delta do Parnaíba pode ser visitado a partir de Parnaíba, segunda maior cidade do Piauí, com boa infraestrutura urbana, conhecida como "Portal do Delta" ou “Capital do Delta”. Os acessos por via terrestre são a BR-343, a partir de Teresina (324km); a BR-402, a partir de Fortaleza (474km) e São Luís do Maranhão (435km).
Há voos regulares diretos do Aeroporto de Viracopos e do Aeroporto de Teresina para Aeroporto Internacional de Parnaíba, pela Azul Linhas Aéreas. A VOEPASS( parceira da Gol Linhas Aereas e LATAM linhas aéreas ) deu início à comercialização de passagens aéreas para dois destinos da Rota das Emoções: Jericoacoara, no Ceará, e Parnaíba, no Piauí. Os trajetos serão feitos a partir das cidades de Fortaleza/CE e Teresina/PI, e estes dois integram à lista de novas cidades operadas pela companhia. Voos diários para Parnaiba via Fortaleza ou via Teresina pela VOEPASS.( codeshare com a Gol e Latam) . 